# Batalla de Colenso
La batalla de Colenso se desarrolló entre las fuerzas británica y bóer en Colenso (Sudáfrica) el 15 de diciembre de 1899 como parte de la Segunda Guerra Anglo-Bóer. Una preparación y reconocimiento inadecuados y liderazgo falto de inspiración condujeron a una fuerte, y en algunos aspectos humillante, derrota británica. Fue la tercera derrota consecutiva del ejército británico en la llamada semana negra.

## Origen
Poco antes del estallido de la guerra, el general sir Redvers Henry Buller fue designado comandante en jefe de todas las fuerzas británicas en Sudáfrica. A poco de su llegada, encontró guarniciones británicas cercadas en amplios frentes separados, con comunicaciones entre ellas limitadas. Habiendo destinado fuerzas bajo el mando de los generales lord Methuen y Gatacre a los frentes occidental y central, Buller asumió el comando de su extenso destacamento y se propuso conducirlo para aliviar a las fuerzas británicas asediadas en Ladysmith (Natal).
En ese frente, los bóeres habían hecho algunas incursiones y reconocimientos en la parte sur de la provincia, pero a la vista del gran ejército británico, se retiraron al norte del río Tugela en Colenso y se atrincheraron allí, bloqueando el camino y el ferrocarril a Ladysmith.

## Los planes británicos

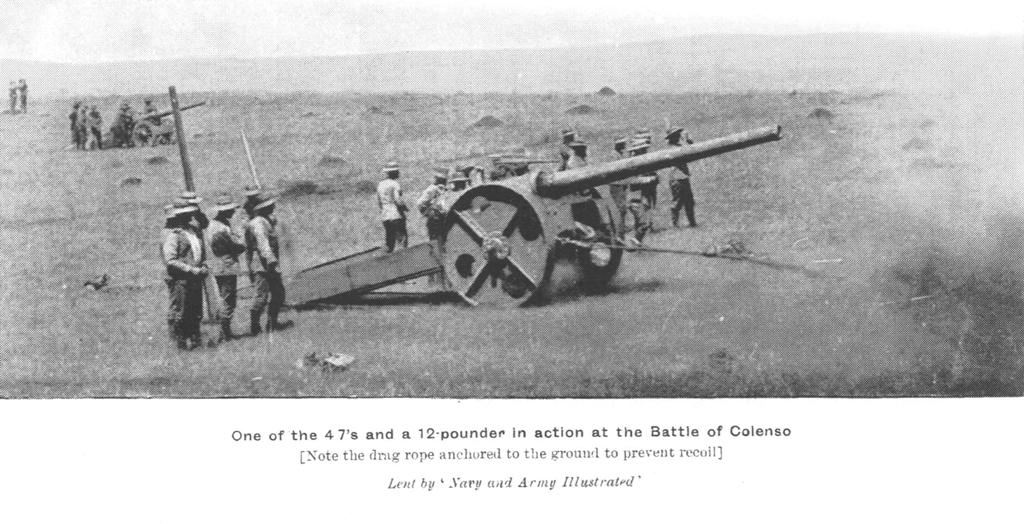
Fotografía que muestra el cañón británico QF de 4,7 pulgadas montado en el improvisado carro de campaña de madera diseñado por el capitán Percy Scott. En acción en la batalla de Colenso, Sudáfrica, el 15 de diciembre de 1899. Unas cuerdas conectan el carro a una estaca delante del cañón para limitar el retroceso.

Buller estaba incapacitado para maniobrar debido a la escasez de vagones y animales, y por lo tanto preparó un ataque frontal cerca de la línea de ferrocarril, que era su línea de comunicaciones.
Buller planeó que la 5.ª Brigada, una unidad irlandesa comandada por el mayor general Hart, cruzara el vado existente a unos tres kilómetros corriente arriba del pueblo de Colenso. Otra brigada, bajo el mando del mayor general Hildyard, ocuparía el pueblo (donde había otro vado y dos puentes sobre el Tugela, aunque uno de los puentes había sido derribado). A su derecha, una brigada de tropas coloniales de caballería ligera e infantería montada podría capturar la colina conocida como Hlangwane, situada al sur del Tugela, defendida por los bóeres porque dominaba su flanco izquierdo. Otras dos brigadas de infantería quedaban en reserva.

## La batalla

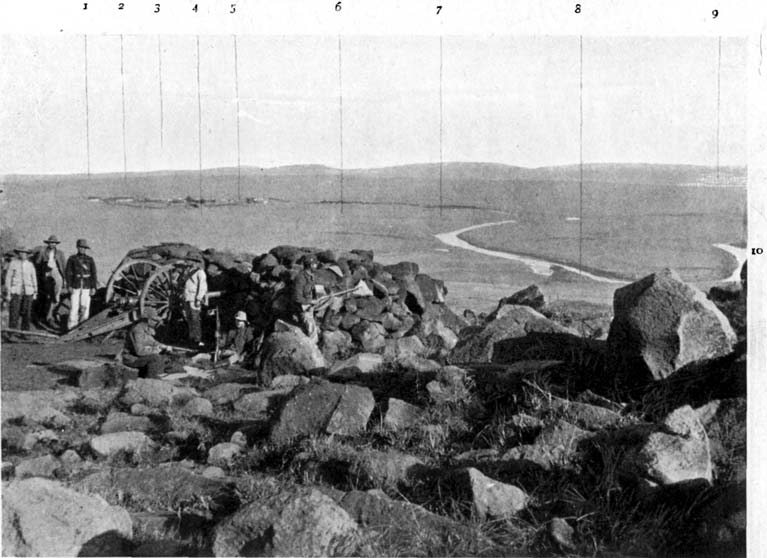
Batalla de Colenso, 15 de diciembre de 1899
1 General Louis Botha’s Commando
2 Boksburg Commando
3 Colenso
4 Krugersdorp Commando
5 Wakkerstrom Commando
6 Ermelo Commando
7 Swaziland Police
8 Ermelo Commando
9 British Camp, Chievely
10 Tugela River

Temprano en la mañana del 15 de diciembre de 1899, Hart dio a sus hombres media hora de instrucción, y luego los condujo en formación cerrada hacia el vado. Su guía local reclutado, que hablaba inglés, condujo a la brigada hacia un falso vado, al final de una vuelta en el río. Louis Botha había ordenado a sus hombres contener el fuego mientras los británicos trataban de cruzar el río, pero cuando la brigada de Hart se atascó en la vuelta del río fueron un blanco demasiado bueno como para perdérselo. Los bóeres abrieron fuego y la brigada de Hart sufrió más de 500 bajas antes de que pudiera desatascarse.
Mientras tanto, cuando Hildyard se movió hacia Colenso, dos baterías de campaña bajo el coronel Long se adelantaron y las desplegaron al claro, dentro del radio de tiro de los bóeres más cercanos. Otra vez, este también resultaba un blanco muy tentador, y los bóeres abrieron el fuego. Los fusileros británicos lucharon aunque finalmente sufrieron fuertes bajas, y fueron forzados a buscar refugio en una donga (lecho seco).
Buller, quien además había sido informado que su caballería ligera se encontraba atascada al pie de Hlangwane e imposibilitada de avanzar, decidió cesar la batalla en ese punto, aunque Hildyard había justo ocupado Colenso. Avanzó (siendo él mismo ligeramente herido) y envió voluntarios para recuperar las armas de Long. Dos equipos galoparon, engancharon y trajeron de vuelta dos cañones. Otro intento falló cuando los caballos y voluntarios fueron alcanzados por el fuego bóer. Uno de los heridos de muerte fue el teniente Freddy Roberts, el hijo único del mariscal de campo lord Roberts.
Durante la tarde, los británicos retrocedieron a su campo, dejando diez cañones, muchos artilleros heridos y algunos hombres de Hildyard detrás. Aunque Buller había comprometido pocas de sus reservas, concluyó que un día completo bajo un sol hirviente habrían debilitado la moral y fortaleza de sus tropas.

## Secuelas
Aunque fue reemplazado como comandante en jefe por lord Roberts, Buller permaneció al mando en Natal a pesar de la muerte de Freddy Roberts.
Durante el mes siguiente, puso en marcha su intento original de avance, que terminó en la desastrosa batalla de Spion kop. Finalmente volvió a Colenso y forzó el paso sobre el Tugela rebasando laboriosamente el flanco enemigo y capturando Hlangwane. Sin embargo otros diez días de lucha fueron necesarios, pero las fuerzas de Botha fueron finalmente deshechas y forzadas a retirarse, temporalmente desmoralizadas. Ladysmith fue liberada el 28 de febrero de 1900.
A consecuencia de las acciones emprendidas en la batalla de Colenso, se condecoró a cuatro soldados con la Cruz de Victoria (Victoria Cross, VC), la más alta condecoración al valor otorgada a las fuerzas de la comunidad británica de naciones o Commonwealth. Todos ellos cruzaron una zona expuesta al intenso fuego bóer y rescataron dos cañones de las 16.ª y 44.ª Baterías, cuando su personal había sido muerto, para evitar su captura por las fuerzas enemigas. El teniente Frederick Roberts fue mortalmente herido en esta acción.